# Александер Рессінг-Лелесііт
Александер Рессінг-Лелесііт (норв. Alexander Røssing-Lelesiit, нар. 20 січня 2007, Ніттедаль, Норвегія) — норвезький футболіст, вінгер німецького клубу «Гамбург».

## Ігрова кар'єра

### Клубна
Грати у футбол Александер Рессінг-Лелесііт починав у своєму рідному місті Ніттедаль в клубі Ніттедаль ІЛ. У 2022 році він перейшов до клубної академії столичного «Ліллестрема». У травні 2024 року у грі проти «Фредрікстада» Рессінг-Лелеііт дебютував у чемпіонаті Норвегії.
У лютому 2025 року футболіст перейшов до німецького «Гамбурга», підписавши з клубом довготривалий контракт. 21 лютого у грі проти «Кайзерслаутерна» вінгер провів свою першу гру в Другій німецькій Бундеслізі.

### Збірна
У лютому 2025 року Рессінг-Лелесііт почав виступи у складі юнацької збірної Норвегії (U-19).